# Spalacidae
Famille
Spalacidae est une famille de rongeurs. Auparavant le contenu de cette famille était placé sous la famille Muridae, mais les études récentes tendent à faire de cette famille la super-famille Muroidea et à distinguer en réalité six familles, dont Spalacidae.

## Liste des sous-familles
Selon Mammal Species of the World (version 3, 2005)  (31 mai 2016) et ITIS (31 mai 2016) :
- sous-famille Myospalacinae
  - genre Eospalax
  - genre Myospalax
- sous-famille Rhizomyinae
  - genre Cannomys
  - genre Rhizomys
- sous-famille Spalacinae
  - genre Spalax
- sous-famille Tachyoryctinae
  - genre Tachyoryctes